# Joe Deakin
Joseph Edmund "Joe" Deakin (Stoke-on-Trent, Staffordshire, 6 de febrer de 1879 – Dulwich, Londres, 30 de juny de 1972) va ser un atleta britànic que va competir a començaments del segle xx.
Deakin va lluitar a la Segona Guerra Bòer amb la Rifle Brigade. Durant el temps d'estada a Sud-àfrica va establir els rècords sud-africans de les 880 iardes i la milla. Posteriorment fou destinat a Irlanda, on va guanyar els títols de la milla i les 4 milles el 1901. El 1903 tornà a Anglaterra i ben aviat es va guanyar una bona reputació com a corredor de camp a través, tot guanyant la medalla de bronze (1905) i l'or per equips (1905, 1906 i 1908) als Cros de les Nacions.
Finalitzà segon al campionat anglès de cros el 1907 i mostrà un bon estat de forma durant bona part de les curses que disputà a començaments del 1908. Això va fer que fos seleccionat per prendre part en els Jocs Olímpcs de Londres. Deakin disputà les proves dels 1500 metres, on fou sisè; les 5 milles, on quedà eliminat en segona sèrie; i les 3 milles per equips, on guanyà la medalla d'or, conjuntament amb Archie Robertson, William Coales, Harold A. Wilson i Norman Hallows.
Posteriorment lluità a la Primera Guerra Mundial i seguí corrent fins als 90 anys.